# Банке
Банке (фр. Benqué) насеље је и општина у јужној Француској у региону Миди Пирене, у департману Горњи Пиринеји која припада префектури Бањер де Бигор.
По подацима из 2011. године у општини је живело 86 становника, а густина насељености је износила 41,95 становника/km². Општина се простире на површини од 2,05 km². Налази се на средњој надморској висини од 488 метара (максималној 494 m, а минималној 329 m).

## Демографија
| 1962. | 1968. | 1975. | 1982. | 1990. | 1999. | 2011. |
| ----- | ----- | ----- | ----- | ----- | ----- | ----- |
| 66    | 72    | 59    | 59    | 47    | 49    | 86    |

График промене броја становника у току последњих година